# Tadeusz Bolduan

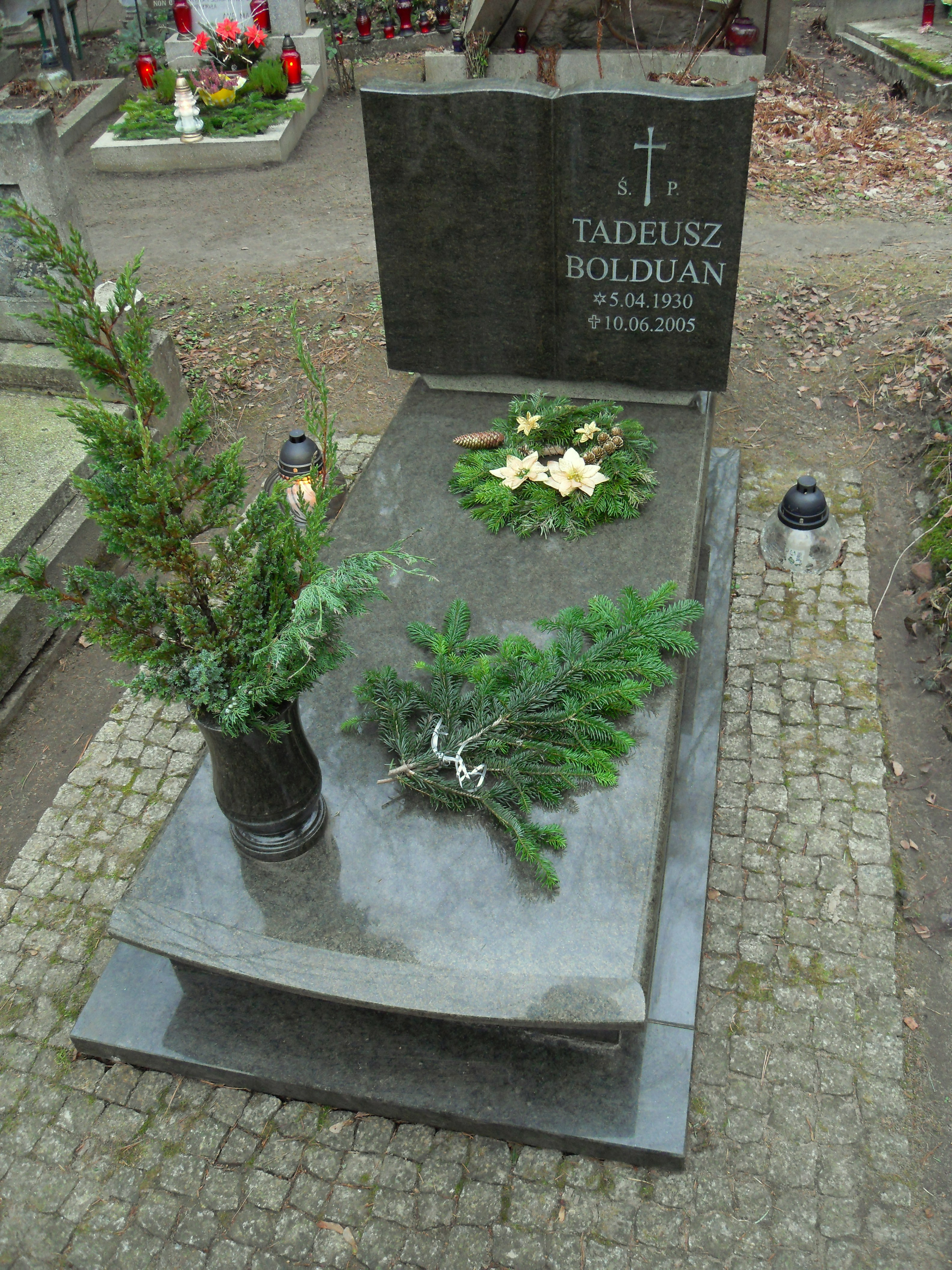
Grób na gdańskim cmentarzu Srebrzysko w Gdańsku

Tadeusz Bolduan (ur. 5 kwietnia 1930 w Kościerzynie, zm. 10 czerwca 2005 w Gdyni) – polski dziennikarz, publicysta i działacz kaszubski.

## Życiorys
Urodził się w rodzinie Teodora, przedwojennego burmistrza Wejherowa, zamordowanego w 1939 roku przez hitlerowców, i Marii z domu Gniot (zm. 1945). 
Podczas okupacji niemieckiej z matką i bratem przebywał w Kornem. Po wojnie wraz z bratem Rajmundem (1929–2006) wychowywał się w domu dziecka w Sopocie, od roku 1948 przebywał w Kościerzynie, gdzie w 1950 zdał maturę. W latach 1964–1967 studiował historię na Wydziale Humanistycznym Uniwersytetu Mikołaja Kopernika w Toruniu. 
Po odbyciu zasadniczej służby wojskowej, w latach 1952–1957 pracował w prasie wojskowej: „Głosie Żołnierza” (korespondent, kierownik działu kultury), „Skrzydłach Wolności” (sekretarz redakcji i zastępca redaktora naczelnego), „Żołnierzu Polski Ludowej” (zastępca redaktora naczelnego). W 1956 roku został członkiem Stowarzyszenia Dziennikarzy Polskich. W latach 1957–1961 był redaktorem naczelnym dwutygodnika „Kaszёbё”, w latach 1962–1974 zastępcą redaktora naczelnego „Liter” i jednocześnie sekretarzem redakcji (1968–1973), w latach 1975–1981 dziennikarzem i kierownikiem działu społecznego „Czasu”. Na przełomie lat 80. i 90. był redaktorem naczelnym wydawanego przez ZK-P miesięcznika „Pomerania”. W 1989 roku był redaktorem w „Tygodniku Gdańskim”, w latach 1990–1991 redaktorem naczelnym „Dziennika Bałtyckiego”. Od 1994 prowadził konwersatorium z publicystyki regionalnej Pomorza na Podyplomowym Studium Dziennikarstwa Uniwersytetu Gdańskiego.
Współtwórca i aktywista Zrzeszenia Kaszubskiego, później Zrzeszenia Kaszubsko-Pomorskiego. W latach 50. był obrońcą Słowińców na łamach prasy, co wymagało odwagi cywilnej. Od 1996 roku był Kanclerzem Kapituły Medalu św. Wojciecha i Medalu Księcia Mściwoja II, ustanowionych przez Radę Miasta Gdańska i przyznawanych za szczególne zasługi dla tego miasta; w 2002 roku zasiadał w Komitecie Honorowym Roku Bolduanowskiego ustanowionego przez Zarząd Miasta Wejherowa z okazji 100. rocznicy urodzin jego ojca Teodora.
Był człowiekiem wielkiej kultury osobistej, pracowitym i aktywnym do ostatnich dni życia. Szanowany w środowisku kaszubsko-pomorskim, choć niektóre jego poglądy nie spotkały się z ogólną akceptacją i przez niektórych traktowane są obecnie jako historyczny anachronizm (uważał np., że język kaszubski jest dialektem języka polskiego).
Od 1959 roku był mężem Urszuli z domu Szornak (1930–2017).
Zmarł w Szpitalu Miejskim w Gdyni, na skutek obrażeń odniesionych podczas potrącenia przez samochód na ulicy Sopotu, pochowany na cmentarzu Srebrzysko w Gdańsku (rejon III, kwatera TAR II-2-6).

## Publikacje
- W krainie Słowińców (1953)
- Książę Świętopełk (1966)
- Gdańsk 1945–1965 (album, 1967)
- Apostoł narodowej sprawy. O Antonim Abrahamie (1970)
- Gryf - godło Pomorza (1971)
- Syn ziemi gdańskiej. Opowieść o Erazmie Czarneckim (1989)
- Trybun Kaszubów. Opowieść o Antonim Abrahamie (1989)
- Nie dali się złamać. Spojrzenie na ruch kaszubski 1939–1995 (1996)
- Nowy bedeker kaszubski (1997)

## Ordery i odznaczenia
- Krzyż Kawalerski Orderu Odrodzenia Polski (1979)
- Złoty Krzyż Zasługi (1974)
- Srebrny Krzyż Zasługi (1969)[6]
- Medal św. Wojciecha (pośmiertnie, 2006)[7]
- Medal Stolema (1969)
- Medal Wojewody Pomorskiego (2000)
- Medal 100-lecia Gdańska (1998)
- Odznaka honorowa „Zasłużonym Ziemi Gdańskiej” (1970)[8]
- Odznaka honorowa „Za Zasługi dla Gdańska” (1976)
- Odznaka „Zasłużonym Ziemi Wejherowskiej” (1975)
- Odznaka „Zasłużony Działacz Towarzystwa Rozwoju Ziem Zachodnich”

Źródło:.

## Nagrody
- Nagroda Ministra Kultury i Sztuki (1960)[9]
- Nagroda Miasta Gdańska w Dziedzinie Kultury (1990)[10]
- „Bursztynowy Notes” - nagroda Morskiego Oddziału Stowarzyszenia Dziennikarzy RP za całokształt twórczości (2002)[2]

## Upamiętnienie
29 września 2016 roku rondo w Gdańsku-Chełmie (skrzyżowanie ul. Cienistej, Worcella i Zamiejskiej) otrzymało imię Tadeusza Bolduana.